# Pawieł Postyszew

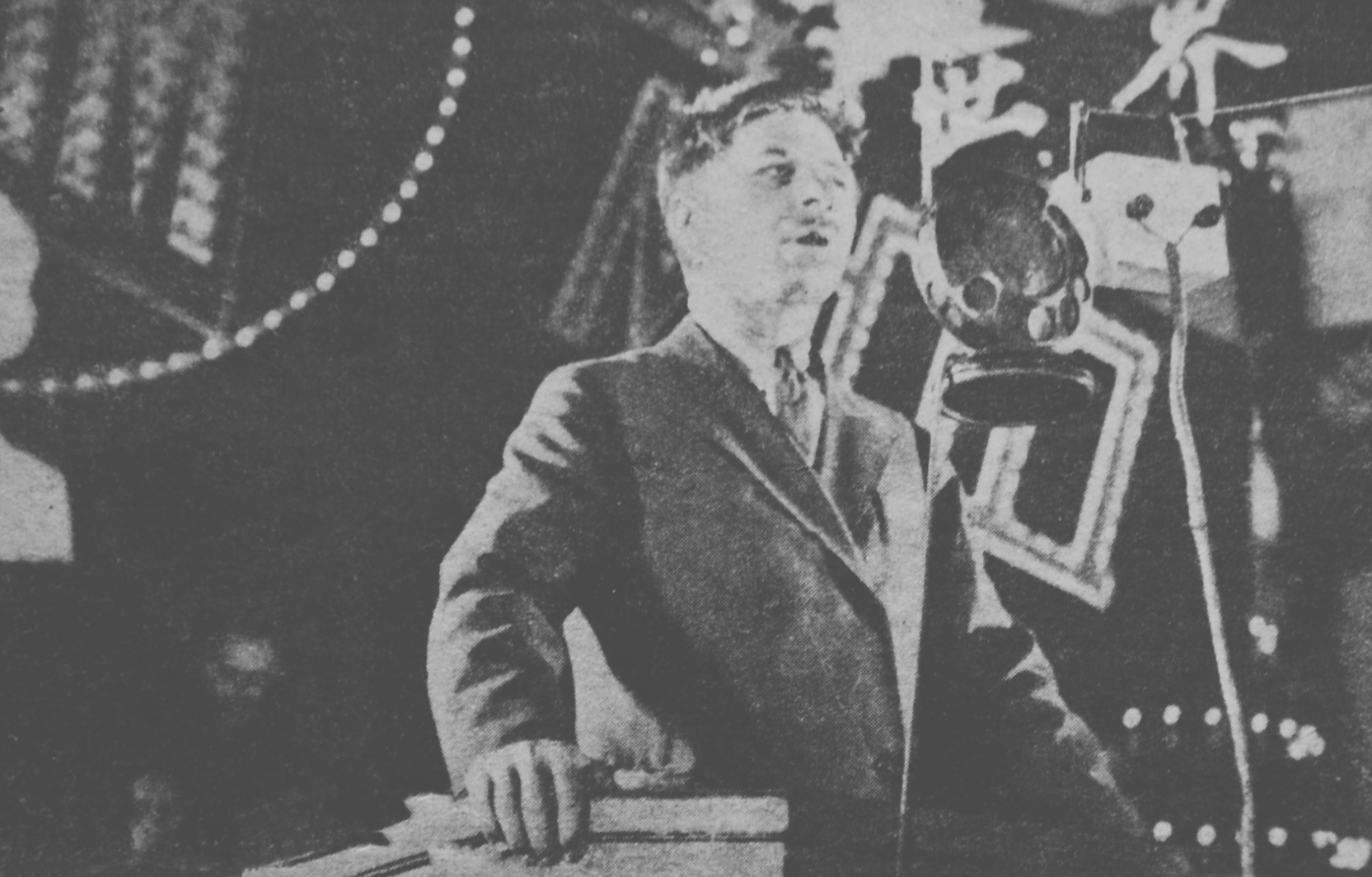
Wystąpienie Pawła Postyszewa 1931

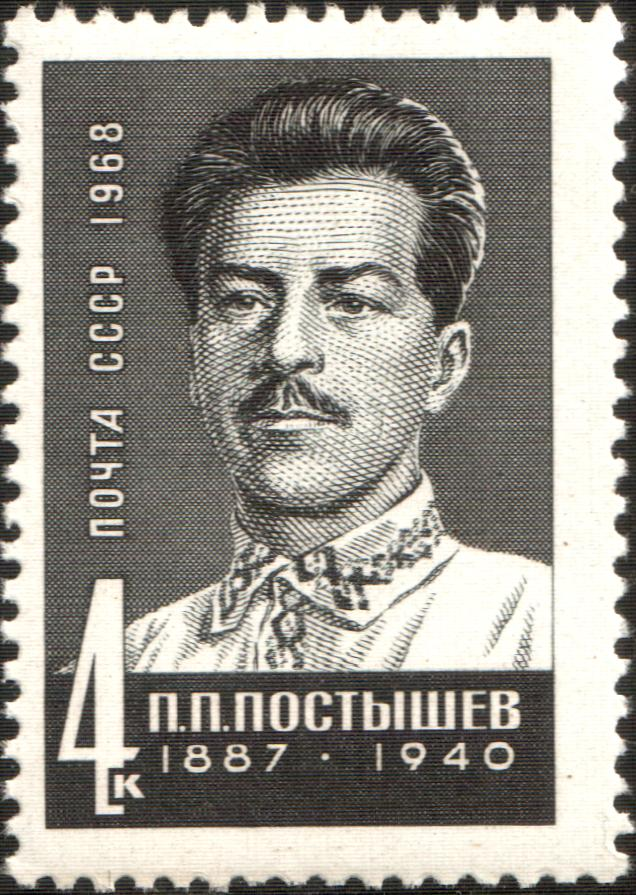
Paweł Postyszew na znaczku Poczty ZSRR z 1968

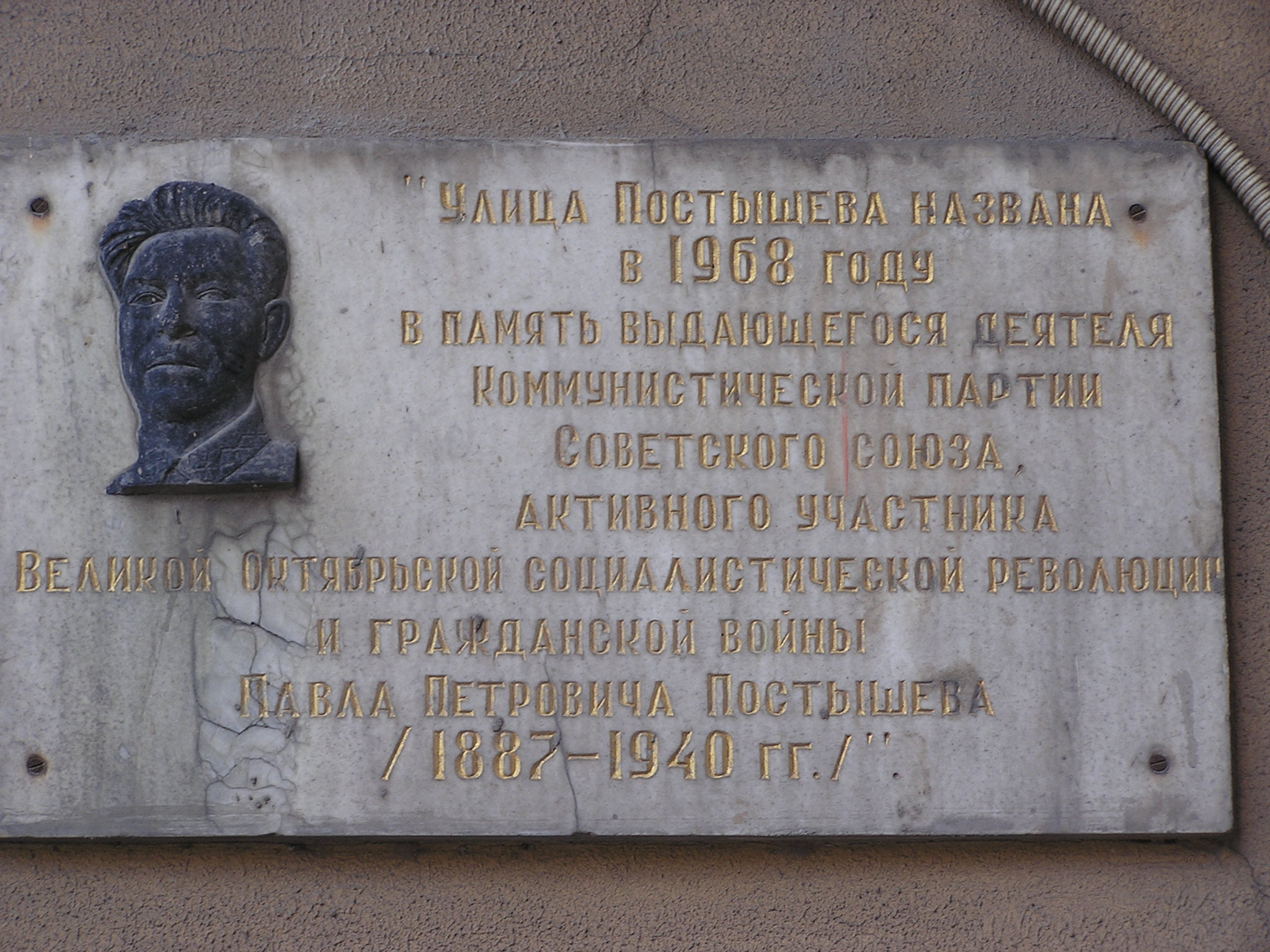
Tablica upamiętniająca Pawła Postyszewa w Doniecku (zniszczona w 2007)

Pawieł Pietrowicz Postyszew (ros. Па́вел Петро́вич По́стышев, pseudonim partyjny „Jermak”; ur. 6 września?/18 września 1887 w Iwanowo-Wozniesieńsku, zm. 26 lutego 1939 w miejscu egzekucji Kommunarka pod Moskwą) – działacz Rosyjskiej Komunistycznej Partii (bolszewików), następnie Komunistycznej Partii (bolszewików) Ukrainy narodowości rosyjskiej.

## Życiorys

### Wczesna działalność
Pochodził z rodziny robotniczej, był synem tkacza z Iwanowa-Wozniesieńska, na przełomie XIX i XX w. jednego z największych ośrodków przemysłu tekstylnego w Rosji. Sam również pracował w fabrykach włókienniczych. Od 1901 związany z ruchem socjaldemokratycznym, w 1904 wstąpił do SDPRR, gdzie związał się z frakcją bolszewicką. Brał udział w rewolucji 1905 r. w rodzinnym mieście, był członkiem Rady Delegatów Robotniczych kierującej masowym strajkiem w maju-sierpniu 1905 r. Był też członkiem miejskiego komitetu SDPRR. W kwietniu 1908 r. został aresztowany. Skazany początkowo na katorgę, został ostatecznie bezterminowo zesłany do guberni irkuckiej. Na zesłaniu w latach 1914–1917 był członkiem irkuckiego biura partii bolszewickiej.

### Wojna domowa w Rosji
19 marca 1917 r., po rewolucji lutowej i obaleniu caratu, został zwolniony z zesłania w wyniku amnestii ogłoszonej przez Rząd Tymczasowy. W sierpniu 1917 r. objął obowiązki zastępcy przewodniczącego irkuckiej rady delegatów robotniczych i żołnierskich. W grudniu 1917 r. był członkiem Irkuckiego Komitetu Wojskowo-Rewolucyjnego. W tym miesiącu bolszewicy, którzy w listopadzie przejęli władzę w stolicy Rosji, stoczyli z junkrami bitwę o kontrolę nad Irkuckiem. Przewodniczył związkowi zawodowemu metalowców i stał na czele Centralnego Biura Związków Zawodowych. Od 1918 r. był także przewodniczącym Irkuckiego Trybunału rewolucyjnego Centralnej Syberii.
W 1920 r. był pełnomocnikiem komitetu centralnego partii bolszewickiej w regionie chabarowskim; organizował oddziały czerwonej partyzantki na rosyjskim Dalekim Wschodzie. Od 24 listopada 1920 r. do 1 maja 1921 r. był członkiem Rady Wojskowo-Rewolucyjnej 2 Armii Amurskiej Republiki Dalekiego Wschodu, od października do grudnia 1921 – członkiem Rady Wojskowo-Rewolucyjnej Nadamurskiego Okręgu Wojskowego, natomiast od 18 grudnia 1921 r. do 2 maja 1922 r. – członkiem rady Wojskowo-Rewolucyjnej Frontu Wschodniego Republiki Dalekiego Wschodu. Współtworzył regularne oddziały Republiki Dalekiego Wschodu. Brał osobisty udział w bitwie pod Wołoczajewką, która ostatecznie rozstrzygnęła o zwycięstwie bolszewików w wojnie domowej na Dalekim Wschodzie. 
W 1922 r. był obwodowym komisarzem sprawiedliwości Republiki Dalekiego Wschodu w Wierchnieudińsku i przewodniczącym Komitetu Wykonawczego Nadbajkalskiej Rady Gubernialnej.

### Działalność po wojnie domowej. W Ukraińskiej SRR
Od sierpnia 1923 do 1924 r. był kierownikiem wydziału organizacyjno-instruktorskiego kijowskiego gubernialnego komitetu KP(b)U, od 16 maja 1924 do 6 grudnia 1925 r. – członkiem Centralnej Komisji Kontrolnej KP(b)U, w latach 1925–1926 – sekretarzem odpowiedzialnym kijowskiego komitetu okręgowego KP(b)U. Od 12 grudnia 1925 r. do 27 maja 1937 r. był członkiem Komitetu Centralnego KP(b)U. Równocześnie od 24 listopada 1926 r. do 22 lipca 1930 r. był sekretarzem KC i członkiem Biura Politycznego KC KP(b)U, pełniąc równocześnie obowiązki sekretarza odpowiedzialnego komitetu okręgowego KP(b)U w Charkowie. Od 19 grudnia 1927 do 17 lutego 1938 r. był członkiem KC WKP(b). Od 13 lipca 1930 do 26 stycznia 1934 sekretarz KC WKP(b) i członek Biura Organizacyjnego KC WKP(b), 1932–1933 kierownik Wydziału Organizacyjno-Instruktorskiego KC WKP(b).
Od 29 stycznia 1933 r. do 17 marca 1937 r. Pawieł Postyszew był II sekretarzem KP(b)U, członkiem Biura Politycznego i Biura Organizacyjnego KC KP(b)U, a równocześnie od 10 czerwca 1934 do 16 stycznia 1937 I sekretarzem kijowskiego komitetu obwodowego. Ciesząc się zaufaniem Stalina i poparciem Łazara Kaganowicza, faktycznie to on był w tym czasie najpotężniejszą osobą na Ukrainie, marginalizując I sekretarza Stanisława Kosiora.
Obejmując stanowisko II sekretarza Komunistycznej Partii (bolszewików) Ukrainy, stał się wykonawcą stalinowskiego terroru na terenie Ukraińskiej SRR. Postawiono przed nim zadanie bezwzględnego wykonania planu dostaw żywności, a więc realizowanie polityki, która doprowadziła do masowego głodu na Ukrainie. Sam inicjował represje przeciwko inteligencji ukraińskiej, której przedstawicieli oskarżał o nacjonalizm. Z jego inicjatywy byli również prześladowani ukraińscy działacze partii bolszewickiej, których Postyszew uważał za „nacjonalistów”. Wewnętrzne czystki partyjne na Ukrainie za jego sprawą były prowadzone na ogromną skalę, a represje dotknęły również zwykłych ludzi. W sfabrykowanej przez NKWD na Ukrainie sprawie tzw. trockistowsko-nacjonalistycznej bojowej organizacji terrorystów, o tworzenie której oskarżono Mychajłę Nyrczuka - Postyszewa oraz Stanisława Kosiora przedstawiono jako rzekome cele zamachów szykowanych przez antyradzieckich spiskowców.
Odznaczony Orderem Lenina (20 grudnia 1935) i Orderem Czerwonego Sztandaru. 
W początkach wielkiego terroru w styczniu 1937 r. Stalin publicznie skrytykował jego działalność na stanowisku II sekretarza KP(b)U oraz sekretarza kijowskiego komitetu obwodowego. 13 stycznia 1937 r. Postyszew otrzymał od KC WKP(b) naganę z ostrzeżeniem. Stalin oskarżył go o nadużywanie władzy i budowanie kultu własnej osoby. W dniach 16–18 stycznia 1937 r. na zebraniu kijowskiej organizacji partyjnej przybyły z Moskwy Łazar Kaganowicz, dotąd sprzyjający karierze Postyszewa, powtórzył te zarzuty. Postyszew został zmuszony do złożenia samokrytyki. W marcu 1937 r. usunięty z Ukrainy, przeniesiony na funkcję I sekretarza Komitetu Obwodowego WKP(b) w Kujbyszewie. W czasie, gdy zarządzał strukturami partyjnymi w obwodzie, zainicjował w nich czystkę na wielką skalę, usuwając ze stanowisk 110 sekretarzy komitetów rejonowych.
21 lutego 1938 r. został aresztowany. Oskarżony o szpiegostwo na rzecz Japonii i tworzenie "prawicowej organizacji trockistowskiej", został poddany brutalnemu śledztwu. Ciężko pobity, w kwietniu 1938 r. przyznał się do stawianych mu zarzutów. Został skazany na śmierć i stracony 26 lutego 1939 r., w dniu wydania wyroku. Rozstrzelano również jego żonę Tatjanę Postołowską, działaczkę partyjną i dyrektor ukraińskiej filii Muzeum Lenina, i starszego syna; młodszy syn został skazany na dziesięć lat pozbawienia wolności. 
W 1955 r. został pośmiertnie zrehabilitowany, a następnie pośmiertnie przywrócono mu prawa członka partii.

## Śledztwo na Ukrainie w sprawie wielkiego głodu i wyrok sądu w sprawie
25 maja 2009 r. Służba Bezpieczeństwa Ukrainy wszczęła oficjalne śledztwo w sprawie wielkiego głodu 1932–1933 jako zbrodni ludobójstwa.
Po zakończeniu śledztwa w listopadzie 2009 r., w styczniu 2010 r. Prokuratura Generalna Ukrainy skierowała do sądu akt oskarżenia. 13 stycznia 2010 r. Sąd Apelacyjny w Kijowie po rozpoznaniu sprawy uznał Józefa Stalina, Wiaczesława Mołotowa, Łazara Kaganowicza, Pawła Postyszewa, Stanisława Kosiora, Własa Czubara i Mendla Chatajewicza za winnych zbrodni ludobójstwa określonych w art. 442 #.1 kodeksu karnego Ukrainy i umorzył jednocześnie postępowanie karne w związku ze śmiercią oskarżonych.